# Molenmuseum (Overpelt)
Het Molenmuseum is een molenmuseum te Overpelt, dat zich bevindt nabij de Sevensmolen in het Wandelpark Heesakker, aan de Breugelweg.
Het museum heeft als thema van graan tot brood en behandelt het hele gebeuren van dorsen tot en met het bakken van het brood. De nadruk ligt uiteraard op het malen, waarbij reconstructies te zien zijn van een kweern (handmolen) en een hondentredmolen, die gebruikt werd om een karnton aan te drijven. Er is ook een dieselmotor aanwezig die in een meelfabriek werd gebruikt.
Voorts bevat de verzameling een aantal historische weegtoestellen en andere meetinstrumenten, waaronder een weerstation.

## Externe bron
- Molenmuseum